# Rivière-Héva
Rivière-Héva es un municipio canadiense situado en la provincia de Quebec.

## Superficie
Rivière-Héva tiene una superficie de 423,27 km².

## Demografía
En 2021, tenía 1495 habitantes, una densidad poblacional de 3,5 hab./km², y 729 viviendas.